# Bathynellidae
Bathynellidae är en familj av kräftdjur. Bathynellidae ingår i ordningen Bathynellacea, klassen storkräftor, fylumet leddjur och riket djur. Enligt Catalogue of Life omfattar familjen Bathynellidae 4 arter. 
Kladogram enligt Catalogue of Life:
| Bathynellidae | \| \| Bathynella \| \| \| \| \| \| Pacificabathynella \| \| \| \| |
|               | \| \| Bathynella \| \| \| \| \| \| Pacificabathynella \| \| \| \| |
|               | Parabathynellidae                                                 |
|               |                                                                   |
|               | Bathynella                                                        |
|               |                                                                   |
|               | Pacificabathynella                                                |
|               |                                                                   |

|  | Bathynella         |
|  |                    |
|  | Pacificabathynella |
|  |                    |